# アクトレス
アクトレス（Actress）ことダレン・J・カニンガム（Darren J. Cunningham、1979年8月23日 - ）は、イングランドのミュージシャン、音楽プロデューサーである。ウルヴァーハンプトン出身。
アルバム『ゲットーヴィル』は、「ガーディアン」紙の2014年ベスト・アルバム第25位に選ばれた。

## ディスコグラフィ

### アルバム
- 『ヘイジーヴィル』 - Hazyville (2008年、Werk Discs)
- 『スプラッシュ』 - Splazsh (2010年、Honest Jon's)
- R.I.P. (2012年、Honest Jon's)
- 『ゲットーヴィル』 - Ghettoville (2014年、Werkdiscs / Ninja Tune)
- AZD (2017年、Ninja Tune)
- Lageos (2018年、Ninja Tune) ※with the London Contemporary Orchestra
- 88 (2020年、self-released)[6]
- 『カルマ・アンド・ディザイアー』 - Karma & Desire (2020年、Ninja Tune)[7]
- LXXXVIII (2023年、Ninja Tune)
- Statik (2024年、Smalltown Supersound)[8]

### シングル & EP
- "No Tricks" (2004年、Werk Discs)
- "Ghosts Have a Heaven" (2009年、Prime Numbers)
- "Machine and Voice" (2010年、Nonplus)
- "Paint, Straw and Bubbles" / "Maze" (2010年、Honest Jon's)
- "Harrier ATTK" / "Gershwin" (2011年、Nonplus)
- "Rainy Dub" / "Faceless" (2011年、Honest Jon's)
- "Silver Cloud" (2013年、Werkdiscs / Ninja Tune)
- "Grey Over Blue" (2013年、Werkdiscs / Ninja Tune)
- "Xoul" (2014年、Werkdiscs / Ninja Tune)
- "X22RME" (2017年、Ninja Tune)
- "Audio Track 5" (w/ London Contemporary Orchestra) (2018年、Ninja Tune)
- "Walking Flames" (2020年、Ninja Tune) ※feat. サンファ
- Dummy Corporation (2022年、Ninja Tune)